# Alfa Romeo 156
Alfa Romeo 156 är en bilmodell från Alfa Romeo.
Modellen lanserades 1997 som årsmodell 1998 och ersatte Alfa Romeo 155 och var en stor framgång för Alfa Romeo. Den lockade med vackra linjer och pigga köregenskaper och utsågs till Årets bil 1998. Den första årsmodellen kom med två motoralternativ. En två liters rak fyrcylindrig Twinspark-motor och en 2,5 liters V6-motor på 190 hästar. År 2000 kom en kombimodell (Sportwagon) och 2002 kom GTA-modellen (Grand Turismo Aleggerita) med en rivig 3,2-liters V6-motor på 250 hästkrafter. Det var inte bara motorn som skilde GTA från standard. Bromsar och väghållning uppdaterades. 2003 fick 156 en ordentlig ansiktslyftning inför årsmodell 2004, men den omfattade inte GTA eftersom den ansågs som en egen modell.
Ursprungsversionens design skapades av Walter de’Silva och bilen har av många ansetts vara en av världens vackraste.
Alfa Romeo 156 ersattes 2005 av Alfa Romeo 159.

## Alfa Romeo 156 Crosswagon Q4
Alfa Romeo lanserade 2004 156 Crosswagon Q4. Det är egentligen en vanlig 156:a men med fyrhjulsdrift, höjt chassi, och plastdetaljer som ska ge ett mer offroad-look. Crosswagon erbjöds endast med en 1,9-liters diesel och 6-växlad manuell växellåda.
- Acceleration: 0–100 km/h 10,5 s.
- Toppfart: 192 km/h.
- Bränsleförbrukning: 7,1 l/100 km.
- R4, 1910 cm³, 150 hk (110 kW) vid 4 000 r/min, 305 Nm vid 2 000 r/min.

## Bilsport

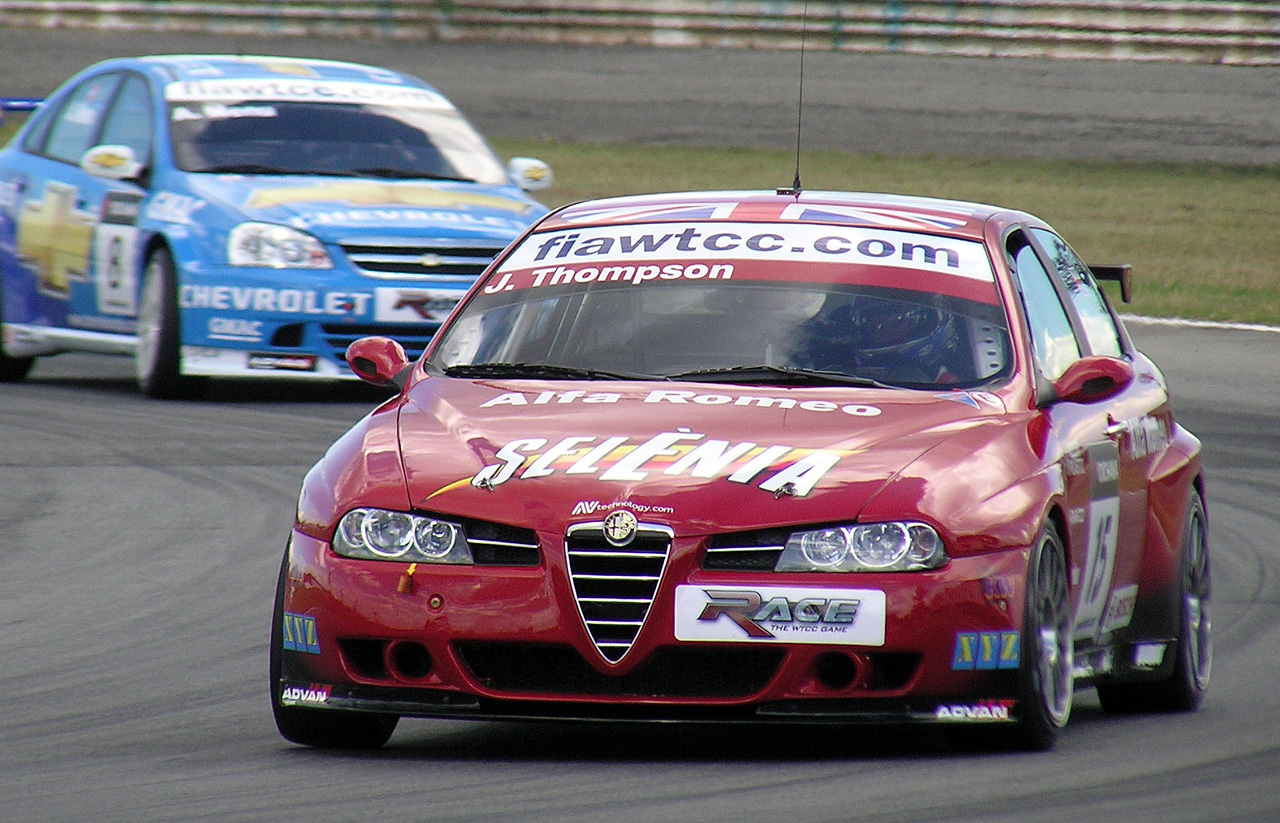
Alfa Romeo 156 GTA körd av James Thompson i World Touring Car Championship 2007.

Alfa Romeo 156 och Alfa Romeo 156 GTA har varit mycket framgångsrika inom standardvagnsracing. Bilen har använts i flera av de stora mästerskapen, bland annat ETCC, BTCC, WTCC och STCC. I ETCC tog modellen hem mästerskapet samtliga säsonger mellan år 2000 och 2003, tre gånger med Fabrizio Giovanardi och en gång med Gabriele Tarquini, medan den i WTCC har som bäst tre totala tredjeplatser med Giovanardi, Augusto Farfus och James Thompson. WTCC-teamet drevs av N.Technology, vilka lade ned sin Alfa Romeo-satsning efter säsongen 2007 och 156:an försvann från internationell racing.